# Ломик (участок)
Ломик — опустевший населённый пункт (тип: участок) в Кильмезском районе Кировской области России. Входит в состав Паскинского сельского поселения.

## География
Расположен в юго-восточной части региона, в зоне хвойно-широколиственных лесов , по автодороге регионального значения 33К-016, у реки Ломик,  на расстоянии примерно 15 км по прямой на север от райцентра посёлка Кильмезь.

## Климат
Климат характеризуется как умеренно континентальный, с тёплым летом и умеренно суровой снежной зимой. Среднегодовая температура — 2,2 °C. Средняя температура воздуха самого холодного месяца (января) составляет −14 °C (абсолютный минимум — −49 °С); самого тёплого месяца (июля) — 18,5 °C (абсолютный максимум — 39 °С). Безморозный период длится в течение 126—131 дня. Годовое количество атмосферных осадков — 500—525 мм, из которых 313—426 мм выпадает в тёплый период года. Снежный покров держится в течение 150—180 дней.

## История
Известен был с 1926 как кордон Паскинский или Ломик с 1 одним хозяйством и 8 жителями, в 1950 уже лесоучасток Ломик 182 хозяйства и 709 жителей, в 1989 оставалось 5 человек.

## Население
| 2010 |
| ---- |
| 0    |

### Национальный состав
Согласно результатам переписи 2002 года, в национальной структуре населения удмурты составляли 100 % из 2 чел.

## Инфраструктура
Основа экономики — лесное хозяйство.

## Транспорт
Ломик доступен автотранспортом.